# 西班牙大方陣

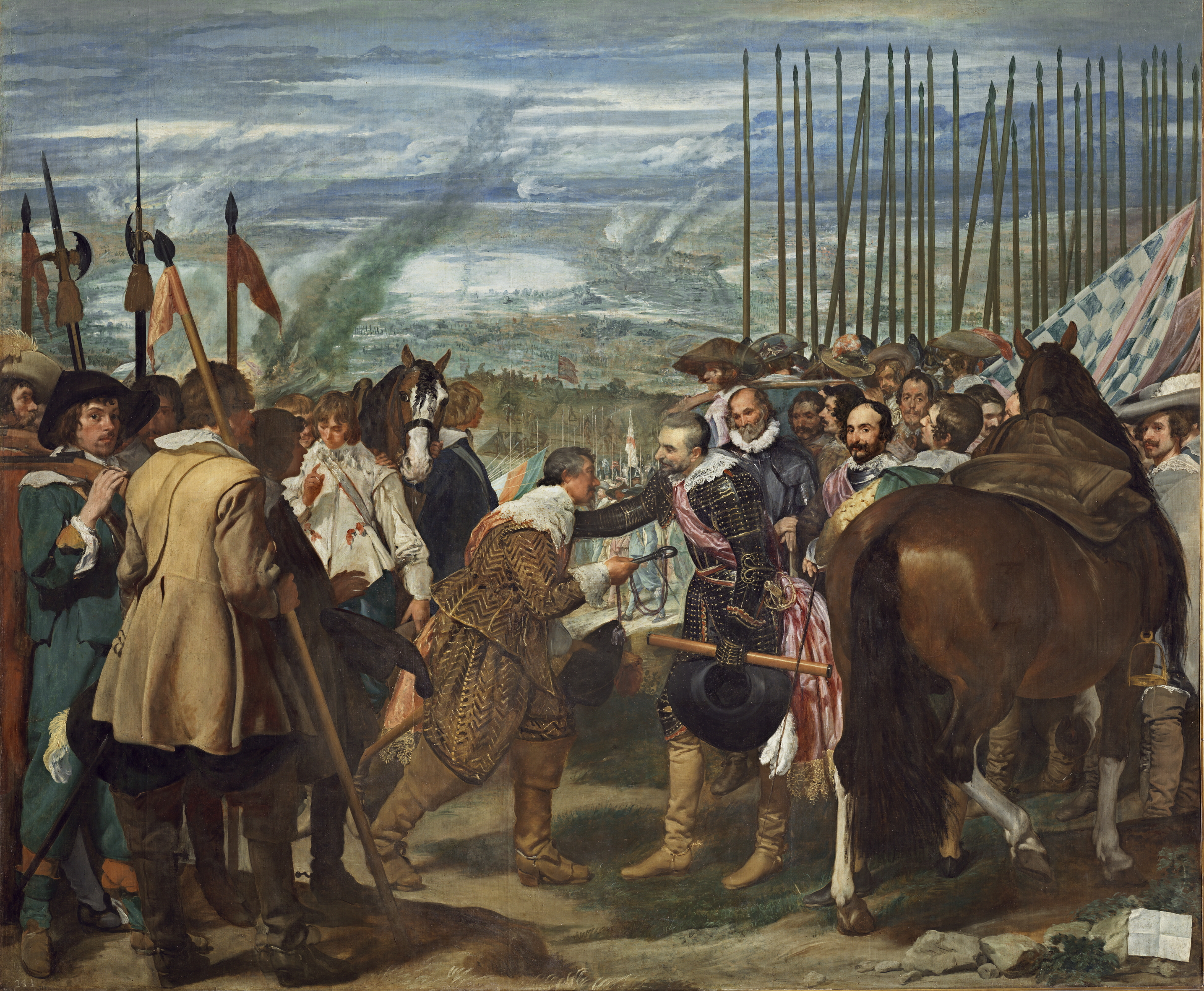
迭戈·委拉斯开兹绘安布羅西奧·斯皮諾拉于布雷达受降图，斯皮诺拉身后林立的长枪就是八十年战争时的大方阵

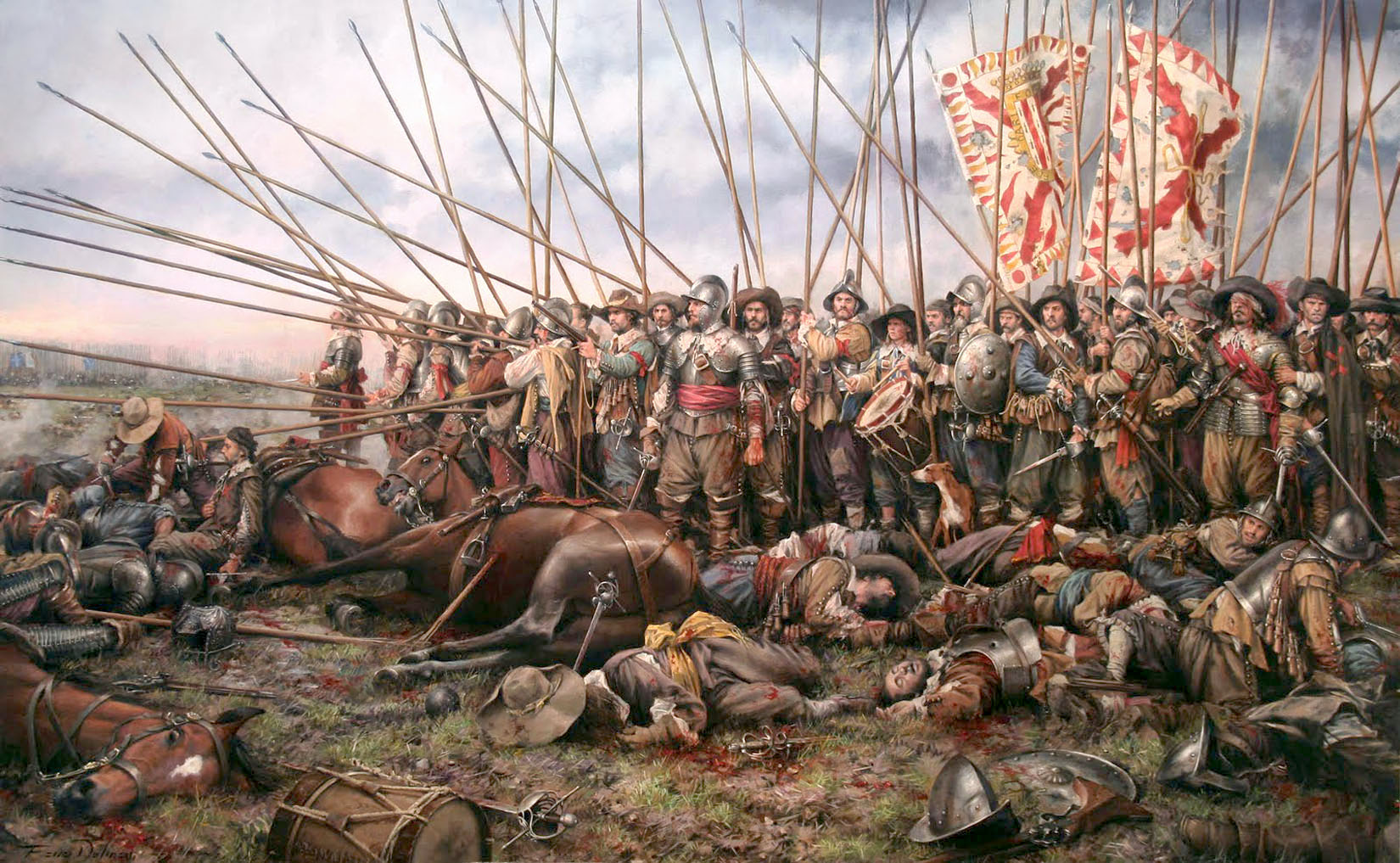
罗克鲁瓦最后的方阵，奥古斯托·费雷尔-达尔玛乌（Augusto Ferrer-Dalmau）绘

西班牙大方陣（西班牙語：Tercio，意为“第三”）是西班牙哈布斯堡王朝时期西班牙军队的一种军事单位，以其在战场上的坚韧著称，大方阵是当时西班牙军队中的菁英部队，对西班牙的陆上霸权起着至关重要的作用。有时，它们在西班牙帝国海军中也展现身手。大方阵是步兵战的一大革新，可以与罗马军团和希腊重装步兵相提并论。
大方阵由西班牙人貢薩洛·費爾南德斯·科爾多瓦所研究創立，也是近代史上最早大量配置火繩槍兵的多兵種方陣。它是第一支近现代欧洲军队，且由职业的志愿兵组成，而非强制征兵而来，亦非其他欧洲国家特别用到的雇佣兵组织。在每个方阵中，都保留着许多老兵以及他们专业的阵型，还有一名来自下级贵族的伊达尔戈以支援前者。在一个世纪半的时间内，大方阵是世界上最精良的步兵部队。
西班牙大方陣的核心觀念槍刺與射擊，講求長槍兵與火槍兵的互相配合。此陣行的部隊會面對敵人排成橫向的長方形，並且在長方形的4個角落配置方陣。中央方陣橫向為100列，縱向則為12至15列，外緣2列是大型火繩槍兵，而中央則是西班牙長柄槍兵。位於4個角落的橫5行縱6列小方陣，都是由大型火繩槍兵所構成。一個長形方陣約有3000名士兵，只要士兵數量足夠就會以好幾個長形方陣的狀況來佈陣。雖然是可以朝任何方向發射子彈的無敵隊形，不過朝特定方向的火力卻也因此降低不少，另外排列這個隊形需要花上很多時間，所以機動力也很差。
西班牙大方陣的雛形可見於格拉納達戰爭，初次全權指揮的貢薩洛將隊中的長槍兵列成方陣，同時讓火繩槍兵在周邊支援射擊，待敵人進攻至時後退。隨著作戰經驗的增加，貢薩洛在拿坡里復國戰爭、第二次奧斯曼-威尼斯戰爭等戰役中逐漸改良，大方陣陣行由空心轉為密集、取消弓兵配置、劍兵改為佩劍火槍兵等，使之能更有效的應對傳統密集方陣。

## 起源
1534年10月23日，大方阵于神圣罗马帝国皇帝兼西班牙国王查理五世（于西班牙称卡洛斯一世）向那不勒斯总督颁布一份敕令后正式设立。1536年11月15日的日内瓦章程提及了并第一次使用了大方阵一词。当时，大方阵是被当做西班牙驻意大利守军和地中海调查部队来看的。卡洛斯国王于三地设立了大方阵：西西里王国、米兰公国以及那不勒斯王国。事实上，早在天主教双王和格拉纳达战争时期大方阵就已经开始酝酿并承袭了瑞士长矛兵的作战模式。不久之后大方阵中的士兵就开始分为三种：矛兵、盾兵和弩兵，与此同时混有最早的可携带火器（长铳兵、滑膛枪兵）。不久，盾兵就退出了方阵，而火器兵种也逐渐地完全取代了弩兵。
最早的三个大方阵分别是：西西里老方阵、那不勒斯老方阵、以及伦巴第老方阵。之后还有撒丁老方阵、加莱拉老方阵（历史上第一支海军陆战队）。除此之外的所有大方阵都被看做是“新方阵”。与中世纪盛行的强制征兵和雇佣兵不同，大方阵使用的是志愿兵，且兵员是永久服役的。尽管当时规定每十二口人中抽一丁为兵，大方阵从来不缺志愿参加的人。
最初的大方阵与其说是一种军事单位，不如说是管理体系。在其下有众多的联队作为意大利各地的守军或者征战于世界各处。这一特殊的体系在弗兰德斯的战争中也发挥了作用。大方阵直接从国王处接受指令，于是也便有了根据需要增加和接触指令的韧性。它更像是18世纪的旅团而非17世纪的军团。然而到了17世纪中叶，贵族开始实际掌控并召集大方阵的兵员，就像当时欧洲其他国家一样。
大方阵的西班牙语名称Tercio来源不明，或有认为是受到罗马军团的启发，因此也被一些历史学家认为它承袭了当时罗马帝国驻扎在西班牙省的特尔希亚军团（Tercia）的衣钵。不过它也可能是一个于后世的实战中发展出来的名称。按1497年战士规程所改革的步兵阵容来看：“宜将步兵分为三部，其一位长枪方阵，式准阿勒曼人（德意志人），或谓之矛。其次为剑士方阵，其次为弩兵并滑膛枪兵（后来钩铳兵代替了弩兵和滑膛枪兵）。”
也有人认为Tercio这个名称来自“三千人队”这个编制数。每个三千人队最初的阵容由12支连队组成。这一观点最为可信，因为西班牙帝国战场指挥官桑乔·德·隆德尼奥（Sancho de Londoño）于16世纪初一封致阿尔巴公爵的公文中确认了这一点。

### 旗帜

勃艮第十字是西班牙帝国和西班牙大方阵的象征
拉里加方阵 Tercio de la Liga（1571）
阿尔布开克方阵 Tercio de Alburquerque（1643）
旧紫罗兰色方阵 Tercio Morados Viejos（1670)
旧黄色方阵 Tercio Amarillos Viejos（1680）